# Miomantis quadripunctata
Miomantis quadripunctata är en bönsyrseart som beskrevs av Henri Saussure 1898. Miomantis quadripunctata ingår i släktet Miomantis och familjen Mantidae. Inga underarter finns listade i Catalogue of Life.